# 1996년 에어아프리카 충돌 사고
1996년 에어아프리카 충돌 사고는 1996년 1월 8일 모스크바 항공에서 비행기 리스를 받은 에어아프리카 소속 안토노프 An-32B기가 카헴바 공항으로 가려던 도중 콩고 민주 공화국의 킨샤사에 있는 엔돌로 공항에서 이륙에 실패하고 오버런하여 킨샤사의 심바지키타 시장으로 돌진한 사고이다. 항공기에 탑승한 승무원 6명은 모두 살아남았지만, 지상에 있던 사람들 277명이 사망하고 235명이 중상을 입었다. 이 항공기는 우발적인 충돌로 발생한 사고 중 지상에 있는 사람이 가장 많이 사망한 사고이다.

## 배경
사하라 이남 아프리카에서는 수십년 간의 분쟁으로 인해 항공기 사업이 복잡했으며 종종 불법으로 운행하기도 했다. 조헨 팔먼은 이를 다음과 같이 설명했다.
비행기를 운행하는 계약자와 실제로 비행기를 소유하고 고객들에게 운행을 해 주는 비행기 대리인과의 관계는 종종 매우 복잡하게 이루어졌다. 이로 인해 계약 당사자들이 어느 쪽에서 실제로 불법을 저질렀는지 확인하기가 매우 어려워졌다. 1996년 1월 킨샤사에서 사고가 일어난 안토노프 기는 에어아프리카가 운영하고 있었다. 이 회사는 장노 벵 사롤나가 운영하는 치베 에어리프트에게 비행기와 승무원을 임대받았다. 치베의 벨기에 기반 판매 대리인은 자이르에 있는 회사에게 비행기를 임대했다. 벨기에의 회사는 모스크바 항공에게 이 항공기를 임대받았다.
또한, 이 비행기에는 UNITA로 보내는 무기를 운반한 것으로 추정된다고 발표했다.
벰바 살로나(1985년 이후)와 모부투 세세 세코 자신(1985년 11월 18일)이 소유한 치베 에어리프트는 1996년 1월 안토노프 기가 킨샤사에서 이륙하던 도중 추락하여 370명이 사망한 것으로 추정(1996년 1월 10일 AFP 발표)된 사고에서 이 비행기에 UNITA로 보내는 무기가 들어있는 것을 알아냈다. 치베에서 에어아프리카로 임대받은 전세기와 승무원은 차례로 벨기에 오스텐더의 치베의 판매 대리인을 통해 모스크바 항공에서 임대받았다.

## 충돌
연료가 가득 찬 상태에서 이륙을 시도하다 엔돌로 공항의 짧은 활주로를 달렸으나 An-32B가 이륙하기에는 충분한 속도에 도달하지 못해 이륙하기도 전에 오버런하고 말았다. 이 비행기는 판자집, 보행자, 차량으로 가득한 심바지키타 시장에 충돌하여 연료에 불이 붙었다. 사상자의 수는 대략 225명에서 348명이다.

## 여파
첫 부상자는 신속하게 마마 예모 병원(현재의 킨샤사 병원)로 이송되었으며 곧 가득 찼다. 다른 두 병원 또한 가득 찼다.
모부투 세세 세코와 장노 벵 사롤나 둘은 1996년 1월 10일 개신교 Cathedral du Centennaire교회의 장례식에 참석했다.
러시아인 조종사인 니콜라이 카자린과 안드레이 고우스코프는 체포되었고 과실치사 혐의로 유죄를 받아 각각 최대 2년의 실형을 선고받았다. 이 재판에서, 그들은 치베 에어리프트에서 빌린 통관 서류를 사용한 걸 인정하여 비행이 불법이었다는 것을 알고 있었으며, 원래 비행기는 앙골라로 갈 예정이었다는 사실을 말했다. 치베 에어리프트와 에어아프리카는 유가족과 부상자에게 벌금으로 미화 140만 달러를 보상금으로 지급했다.
콩고 민주 공화국의 인구 밀집 지역 상공에 대한 항공기의 오버런 위험은 이 때 이후에도 해결되지 않아 2007년 10월 4일에는 니디지 공항에서 2007년 아프리카 원 안토노프 An-26 충돌 사고가 발생해 51명이 사망했다.

## 참고 문헌
- 1996년 에어아프리카 충돌 사고 설명 문서 at the Aviation Safety Network
- Crash-Arien[깨진 링크(과거 내용 찾기)] (mixed en/fr)
- Russian airfax (1996년 1월 12일)

## 추가 자료
- J Rupert, Zaïre reportedly selling arms to Angolan ex-rebels, The Washington Post.(1997년 3월 21일)
- Chaos am Himmel ueber Afrika Die Zeit, (1996년 5월) (독일어)
- Bolenge Ngbanzo "La place Type-K 'new look': un paradis pour les chasseurs d’immondices" l'Avenir, 2008년 7월 9일. (프랑스어)